# Methanocella arvoryzae
Methanocella arvoryzae (лат.) — вид архей из рода Methanocella.

## История изучения
Первоначально вид был известен как штамм MRE50T. Он был выделен из образца почвы с рисового поля в Италии. Штамм был отнесён к роду Methanocella ввиду его родства с видом Methanocella paludicola, выявленным в ходе генетических исследований.

## Описание
Клетки неподвижные, палочковидные, 1,3—2,8 мкм длиной и 0,4—0,7 мкм шириной. В старых культурах также встречаются кокковидные клетки.

## Условия обитания
Рост штамма был зафиксирован при 37—55 °C (оптимальная температура — 45 °C) и pH между 6,0 и 7,8 (оптимум — 7,0), а также в присутствии 0—20 г NaCl на л−1.

## Метаболизм
Штамм поглощал H2/CO2 и формиаты для роста и образования метана.